# Neutronové číslo

Struktura atomu obecně. Zde atomové jádro (atom core) obsahuje dva protony a dva neutrony, elektronový obal obsahuje dva elektrony.

Neutronové číslo (symbol N) určuje počet neutronů v atomovém jádře nebo obecně v atomech daného prvku. Při psaní symbolů prvku se však zpravidla nepoužívá.
Chemické vlastnosti prvků jsou primárně určeny protonovým číslem, které mimo jiné určuje pozici prvku v periodické tabulce prvků. Počet neutronů má jen nepatrný vliv na chemické vlastnosti prvku.
Neutronovým číslem se liší různé izotopy jednoho prvku. Název pochází z řecké předpony iso- (stejno-) a topos (místo), protože v periodické tabulce se nacházejí na stejném místě. Izotopy téhož prvku mají prakticky totožné chemické vlastnosti. Pouze těžší izotopy reagují většinou pomaleji. Tento efekt je nejvýraznější při porovnání izotopů vodíku - lehkého vodíku a deuteria, které je dvakrát těžší. U prvků s větším počtem nukleonů je rozdíl mnohem menší.
Počet neutronů je důležitý především pro jaderné vlastnosti prvku. Pouze 58 stabilních nuklidů má liché neutronové číslo, ve srovnání s 194 se sudým počtem neutronů.

## Související termíny
- Protonové číslo (Z) – je počet protonů (a tedy velikost kladného náboje) v jádře atomu. Je definující vlastností prvků. Protonové číslo se někdy nazývá atomové číslo.

- Nukleonové číslo (A) – je celkový počet nukleonů (tedy protonů a neutronů) v atomovém jádře daného nuklidu. Platí rovnice A=Z+N. Nukleonové číslo se někdy nazývá hmotnostní číslo.
- Nuklid – látka složena z neutrálních atomů stejného druhu, přičemž všechny atomy mají shodné protonové číslo i nukleonové číslo (tedy počet protonů a neutronů v jádře).
- Izotop – nuklidy stejného prvku, které se liší počtem neutronů v jádře. Mají stejné protonové číslo, ale odlišné nukleonové číslo.
- Izoton - atomy, které mají stejné neutronové číslo (počet neutronů), ale liší se protonovým číslem (počtem protonů).

## Výpočet neutronového čísla

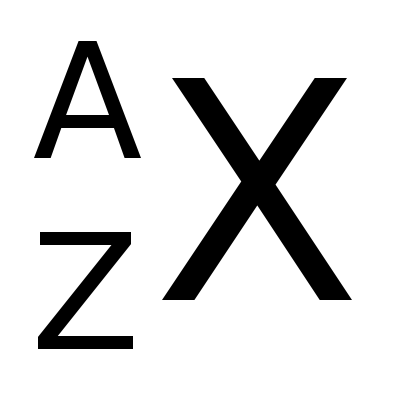
X - prvek, A - nukleonové číslo, Z - protonové číslo.

Pro zápis prvku X se obvykle používá nukleonové číslo A (součet protonů a neutronů v jádře) a protonové číslo Z (počet protonů v jádře). Neutronové číslo se běžně neuvádí, ale získáme ho odečtením protonového čísla Z od nukleonového čísla A podle rovnice:
{\displaystyle N=A-Z}
Atomy téhož prvku, které mají stejné protonové číslo, ale odlišné nukleonové číslo se nazývají izotopy. Například izotop uran-235 má nukleonové číslo A = 235, protonové číslo uranu je Z = 92. Neutronové číslo je tedy:
{\displaystyle N=A-Z} = 235 − 92 = 143
Tento štěpitelný uran má tedy v jádře 143 neutronů.

## Příklady izotopů
Izotopy uranu

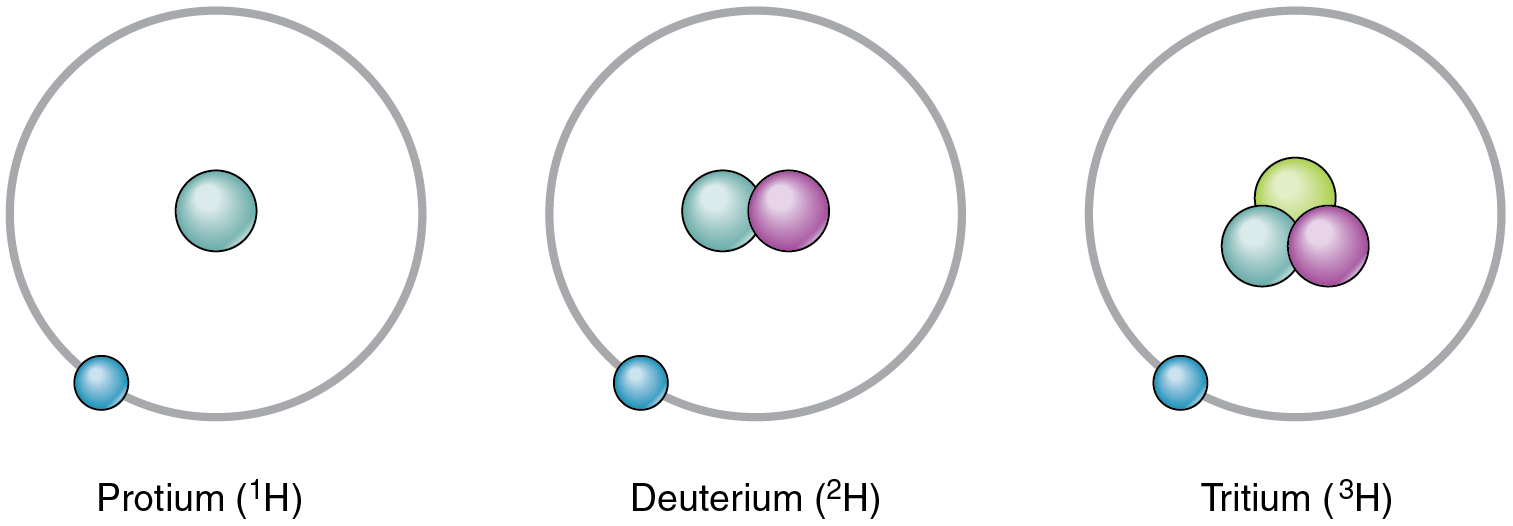
Tři izotopy vodíku s protonovým číslem 1: Protium obsahuje jeden proton a jeden elektron, Deuterium jeden proton, jeden neutron a jeden elektron, Tritium jeden proton, dva neutrony a jeden neutron.

V přírodě se uran nachází v nejrůznějších rudách, ovšem jen v nízkých koncentracích 0,04 – 3 %. Vyskytuje se zde jako směs izotopů:
- 238U (99,2742 %)
- 235U (0,7204 %)
- 234U (0,0054 %)

Izotopy vodíku
- 1H – protium (běžný vodík)
- 2H – deuterium (značka D)
- 3H – tritium (značka T)

Izotopy uhlíku
- 12C – uhlík-12
- 13C – uhlík-13 (využívaný v NMR spektroskopii)
- 14C – uhlík-14 (využívaný v radiokarbonové metodě datování)

## Stabilita atomového jádra

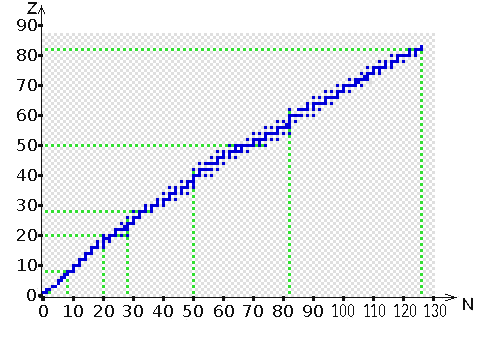
Segrého diagram (nuklidový diagram) stabilních atomových jader. Stabilita atomového jádra je závislá na poměru protonovém (Z) a neutronovém čísle (N).

- Segrého diagram (nuklidový diagram) stabilních atomových jader. Stabilita atomového jádra je závislá na poměru protonovém (Z) a neutronovém čísle (N).Pouze 58 stabilních nuklidů má liché neutronové číslo, ve srovnání s 194 se sudým počtem neutronů.
- Žádný izotop s lichým počtem neutronů není přirozeně nejhojnějším izotopem svého prvku (kromě beryllia-9 a platiny-195).
- Žádné stabilní nuklidy nemají počet neutronů 19, 21, 35, 39, 45, 61, 89, 115, 123 nebo ≥ 127.
- Většina lichých neutronových čísel má nejvýše jeden stabilní nuklid.
- Kromě neutronových čísel 20, 50 a 82 mají všechna ostatní neutronová čísla nejvýše čtyři stabilní nuklidy (v případě neutronového čísla 20 existuje 5 stabilních nuklidů, v případě 50 také 5, v případě 82 je jich 6).
- Neutronové číslo 82 mají nejstabilnější nuklidy. Existuje šest stabilních nuklidů a jeden radioaktivní nuklid s tímto neutronovým číslem: baryum-138, lanthan-139, cer-140, praseodym-141, neodym-142 a samarium-144, stejně jako radioaktivní prvotní nuklid xenon-136.
- Pouze dva stabilní nuklidy mají méně neutronů než protonů: vodík-1 a helium-3. Vodík-1 má nejmenší počet neutronů = 0.
- Například aktinoidy s lichým počtem neutronů jsou obvykle štěpitelné pomalými neutrony, zatímco aktinoidy se sudým počtem neutronů jsou obvykle štěpitelné rychlými neutrony.

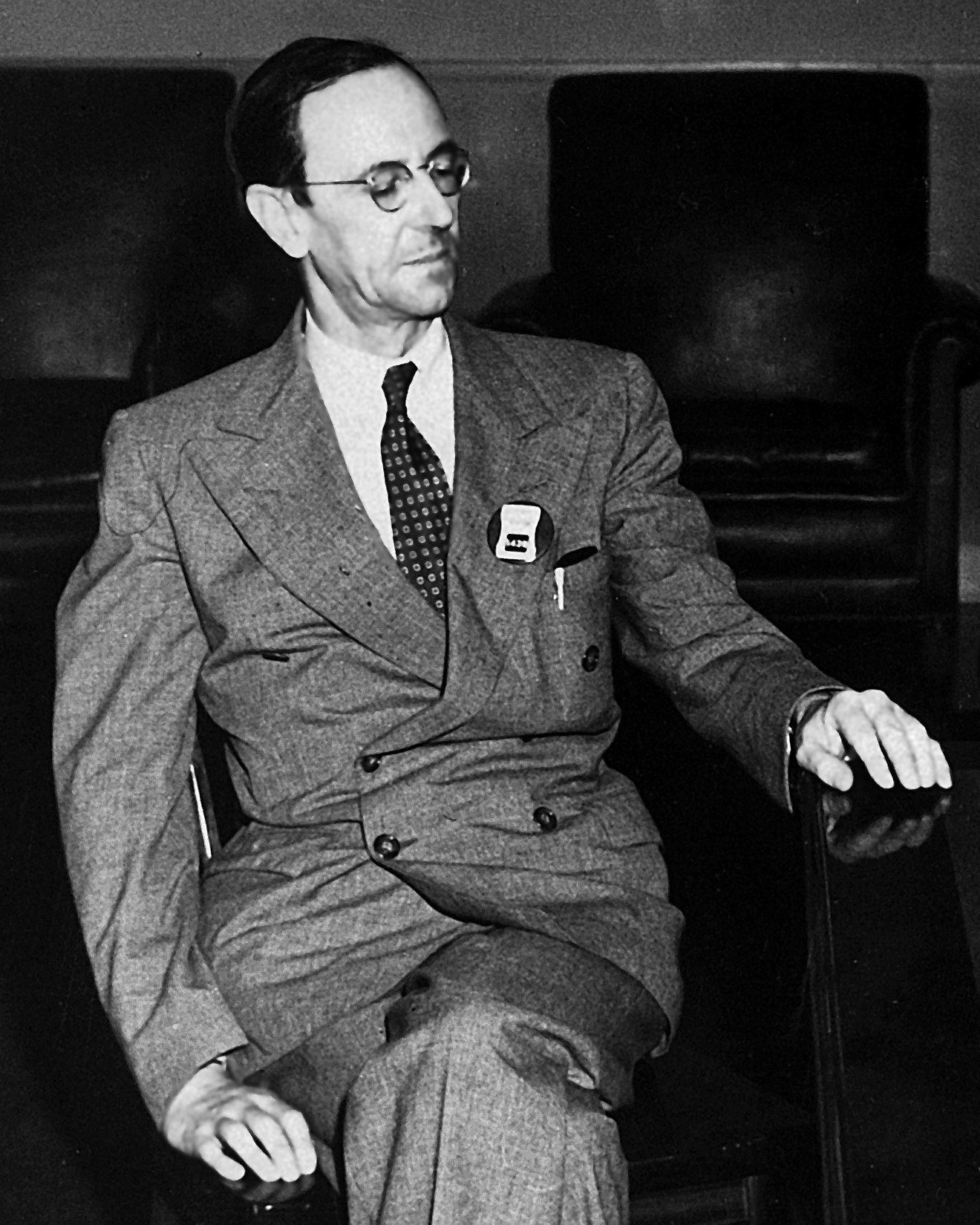
James Chadwick (1891 – 1974) byl britský fyzik. V roce 1932 při ostřelování jader berylia alfa částicemi objevil částici v jádře, která byla nazvána neutron, protože neměla elektrický náboj. V roce 1935 obdržel Nobelovu cenu za fyziku za objev neutronu.
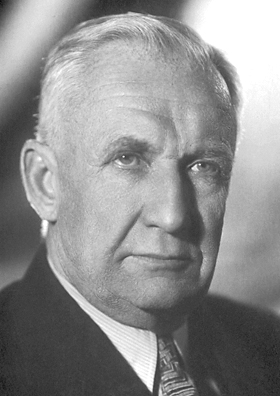
Igor Jevgeněvič Tamm (1895 - 1971) byl sovětský fyzik, který vyslovil myšlenku, že atomové jádro se skládá z protonů a neutronů. Věnoval se výzkumu atomového jádra, kvantovou fyzikou a fyzikou kosmického záření. V roce 1958 obdržel Nobelovu cenu za fyziku.
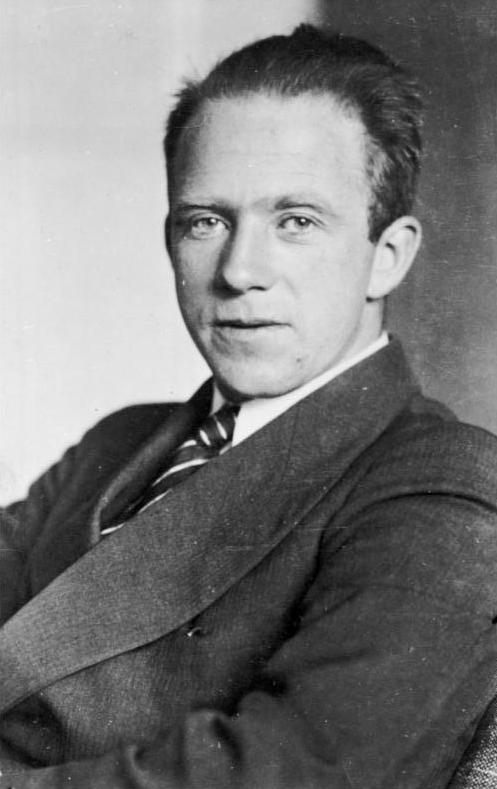
Werner Karl Heisenberg (1901 – 1976) byl německý teoretický fyzik, který jako první sestavil matematický model atomu pomocí maticového výpočtu. Za podíl na objevu kvantové mechaniky mu byla v roce 1932 udělena Nobelova cena za fyziku.